# MEAN (ソフトウェアバンドル)

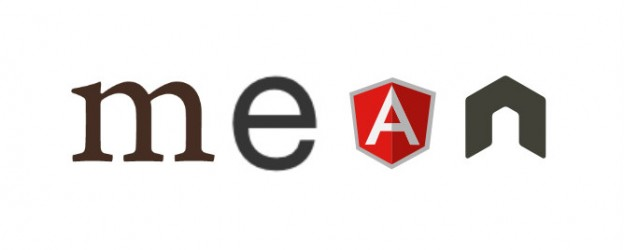
MEANのロゴ。各ソフトウェアの頭文字を組み合わせている。

MEAN は、ウェブアプリケーション構築のためのフリー&オープンソースのJavaScriptソフトウェア群を指す造語である。2013年にMongoDBの開発者のValeri Karpovにより提唱された用語であり、MongoDB, Express, AngularJS, Node.jsの4つのアプリケーションの頭文字を取って名付けられた。

## 概要
MEANを採用すると、サーバサイドからクライアントサイドまでの全ての実装作業がJavaScriptとJSONのみで完結できる。従って、Webアプリにおける内部処理の全工程を単一の言語で記述でき、データベースの入出力におけるデータ変換も行う必要がない。また、サーバの役割を果たすNode.jsが、シングルスレッド、ノンブロッキングI/Oにより、省メモリかつ高速で動作する。従って、開発作業の効率化やサーバマシンの大幅な負荷低減を実現できる。

## 構成
MEANは以下の要素から構成される。
- MongoDB: NoSQLデータベース
- Express.js: Node.jsで動作するWebアプリケーションフレームワーク
- AngularJS: Webブラウザ上で動作するJavaScriptのMVCフレームワーク
- Node.js: イベント駆動型のサーバサイド／ネットワークアプリケーション

## 歴史
MEANという言葉を作成したのはMongoDBの開発者のValeri Karpovである。Karpovは2013年に自身のブログでこの概念を紹介した。
MEANのロゴを作成したのはAustin Andersonで、LinkedInのMEANグループのためのものであった。このロゴでは、MEANの由来を示すように、各アプリケーションの頭文字が組み合わされている。

## 実装
- MEAN.io: MEANの最初のフレームワークの一つ。Amos HavivとLinnovateによるもの。
- MEAN.JS: Linnovateの離脱後にAmos Havivが作成したもので[4]、コミュニティによる管理が行われている[5][6]。

## 派生
MEANの構成要素のいくつかを他のフレームワークなどに置き換えたものが知られている。こうした例としては、AngularJSの代わりに同じくJavaScriptのMVCフレームワークであるEmber.jsを用いたMEENなどがある。

## 関連書籍
1. シングルページWebアプリケーション ―Node.js、MongoDBを活用したJavaScript SPA, Michael S. Mikowski, オライリージャパン, 2014/5/24